# Neomitranthella robusta
Neomitranthella robusta är en tvåvingeart som beskrevs av Maia 1996. Neomitranthella robusta ingår i släktet Neomitranthella och familjen gallmyggor. Inga underarter finns listade i Catalogue of Life.